# Margreet van Hoorn
Margreet van Hoorn, pseudoniem van Greta (Gré) de Reus, (Hoorn, 26 april 1922 – aldaar, 18 maart 2010) was een Nederlandse schrijfster van streekromans.
Van Hoorn publiceerde haar eerste boek in de jaren 40 van de twintigste eeuw, bij uitgeverij Jonkers uit Hoorn. Haar pseudoniem was een verfraaiing van haar voornaam en een verwijzing naar haar geboorte- en woonplaats. Van begin jaren vijftig tot 1965 was ze werkzaam op de redactie van het vrouwenblad Libelle. Behalve streekromans - zelf noemde ze het "psychologische romans" - schreef ze ook gedichten. Tot vlak voor haar overlijden verscheen er elke week een gedicht van haar in het Westfries Weekblad.
Van Hoorn heeft bijna tachtig titels op haar naam staan en van haar boeken zijn er ongeveer één miljoen verkocht. Bij de Nederlandse bibliotheken staat ze al jaren in de top tien van meest uitgeleende schrijvers. Bekende boeken van haar zijn Afscheid van een vlinder en Morgen zingen alle merels.
Margreet van Hoorn, die ongetrouwd bleef en geen kinderen had, overleed op 87-jarige leeftijd. Na haar overlijden werd in het Museum van de Twintigste Eeuw in Hoorn haar werkkamer gereconstrueerd. Emmy Huf schreef in 1987 een biografie over haar: Margreet van Hoorn, 25 jaar schrijfster.

## Enkele titels
- Op de adem van de tijd
- De toon maakt de muziek
- Als de vlucht van de vogels
- Dansende halmen

- Alles rijpt op eigen tijd
- Gekortwiekt
- Afscheid van een vlinder
- Verloren spel

- Morgen zingen alle merels
- In de holte van je hand
- Uit vrije wil
- Verborgen verlangen

- Digitale Bibliotheek voor de Nederlandse Letteren: hoor006
- Gemeinsame Normdatei: 17214308X
- Nederlandse Thesaurus van Auteursnamen: 069131880
- Virtual International Authority File: 249150276